# امروز و فردا
امروز و فردا فیلمی به کارگردانی  و نویسندگی عباس شباویز محصول سال ۱۳۴۵ است.

## بازیگران
- بهروز وثوقی
- کتایون
- جهانگیر غفاری
- آرمان
- همایون
- تقی ظهوری
- سودابه